# Huayangosaurus
Huayangosaurus (do latim "lagarto de Huayang") foi um gênero de dinossauro herbívoro e quadrúpede que viveu durante o período Jurássico. Media em torno de 4,5 metros de comprimento e pesava cerca de 3 toneladas. Sua espécie tipo é denominada Huayangosaurus tabaii. Ele teria vivido na Ásia e foi descoberto na China em 1980, já a nomeação oficial deste dinossauro ocorreu em 1982.

## Descoberta

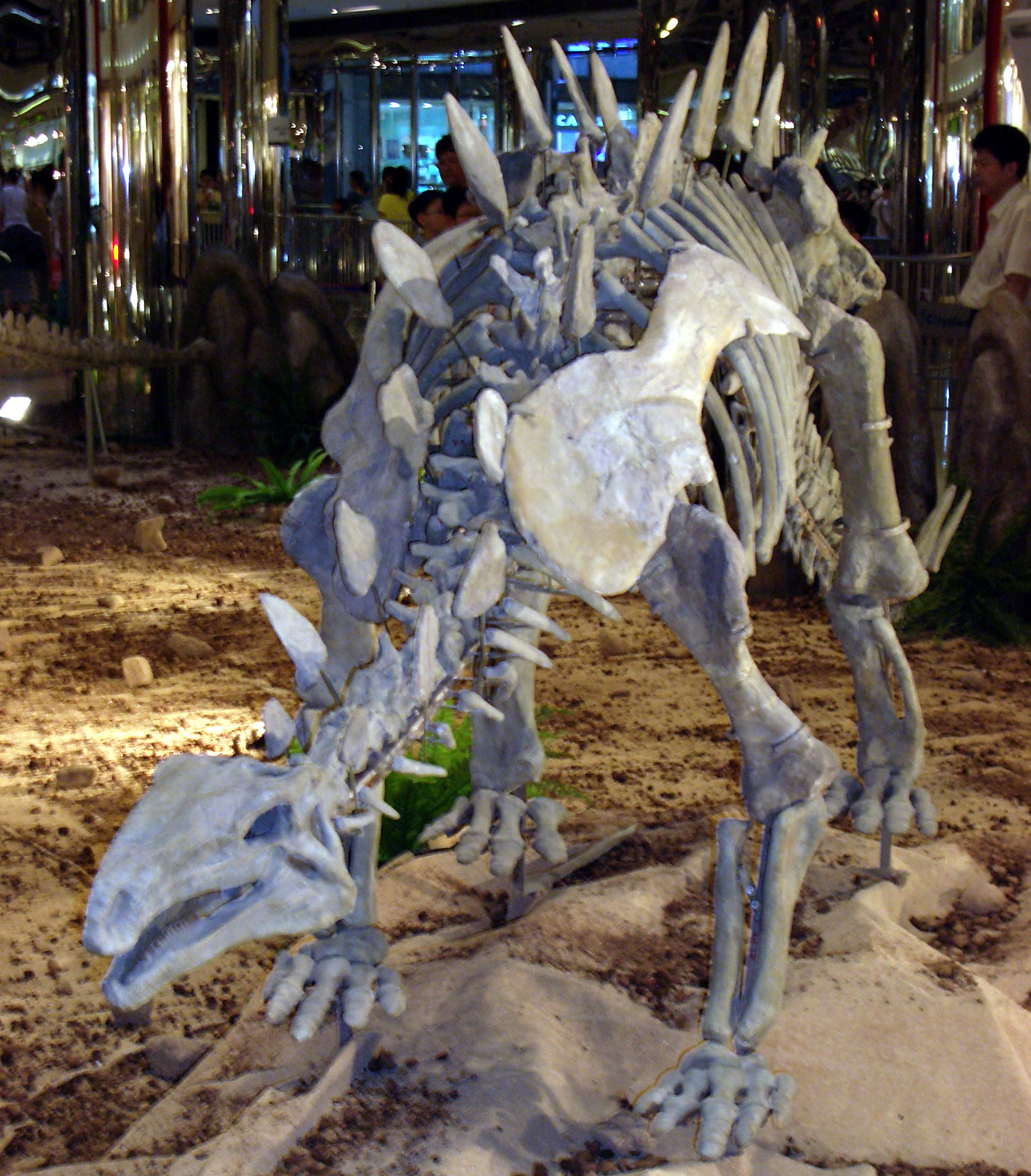
Reconstrução do esqueleto

Em 1979 e 1980, restos de doze animais estegossauros individuais foram recuperados da pedreira Dashanpu perto de Zigong em Sichuan. Eles foram nomeados e descritos por Dong Zhiming, Tang Zilu e Zhou Shiwu em 1982. A espécie típica é Huayangosaurus taibaii. O nome genérico refere-se a Huayang, um antigo nome para Sichuan, mas ao mesmo tempo alude ao Hua Yang Guo Zhi da Dinastia Jin, o mais antigo dicionário geográfico conhecido da China. O nome específico homenageia o grande poeta chinês Li Bai, cujo nome de cortesia era Taibai.
Em 2006, Susannah Maidment, Guangbiao Wei e David B. Norman revisaram o material. Em vários espécimes, ZDM T7002, CV 720 e CV 721, nenhuma característica de distinção compartilhada com o holótipo pôde ser estabelecida; eles os consideravam não mais referentes ao Huayangosaurus. No caso do CV 720, o motivo foi que este espécime não pôde ser localizado na coleção. O CV 721 foi considerado tão diferente que eles sugeriram que poderia ser um táxon separado.

## Descrição

Tamanho comparado ao humano

Como outros estegossauros, o Huayangosaurus era um herbívoro quadrúpede com um crânio pequeno e cauda pontiaguda. Como seu parente mais famoso, Huayangosaurus exibia a distinta fileira dupla de placas que caracterizam todos os estegossauros. Essas placas subiam verticalmente ao longo de seu dorso arqueado. No Huayangosaurus, as placas eram mais parecidas com espinhos do que no Stegosaurus. Como o este, no entanto, ele carregava dois pares de pontas longas que se estendiam horizontalmente perto do final de sua cauda.
Huayangosaurus foi um dos menores estegossauros conhecidos, com apenas 4,5 metros de comprimento.

## Classificação
Huayangosaurus às vezes é colocado dentro de sua própria família taxonômica, Huayangosauridae, embora este grupo não tenha uma definição formal ou outro conteúdo. Também é morfologicamente distinto das formas posteriores (estegossaurídeos). Seu crânio era mais largo e tinha dentes pré-maxilares na frente da boca. Todos os estegossauros posteriores perderam esses dentes.